# Pregrada
Pregrada este un oraș în cantonul Krapina-Zagorje, Croația, având o populație de 6.594 de locuitori (2011).

## Demografie
Componența etnică a orașului Pregrada
     Croați (99,23%)
     Necunoscut (0,02%)
     Neclasificat (0,58%)
Componența confesională a orașului Pregrada
     Catolici (98,03%)
     Necunoscută (0,67%)
     Alte religii (1,3%)
Conform recensământului din 2011, orașul Pregrada avea 6.594 de locuitori. Din punct de vedere etnic, majoritatea locuitorilor (99,23%) erau croați. Apartenența etnică nu este cunoscută în cazul a 0,02% din locuitori. Din punct de vedere confesional, majoritatea locuitorilor (98,03%) erau catolici. Pentru 0,67% din locuitori nu este cunoscută apartenența confesională.